# Tamerlan Ruslanowitsch Tmenow
Tamerlan Ruslanowitsch Tmenow (russisch Тамерлан Русланович Тменов; * 27. Juli 1977 in Wladikawkas) ist ein ehemaliger russischer Judoka, der im Schwergewicht antrat. Er gewann zwei olympische Medaillen und war siebenmal Europameister.

## Karriere
Tmenow war 1995 Junioreneuropameister und 1996 Juniorenweltmeister. 1996 gewann er den ersten von sechs russischen Meistertiteln im Schwergewicht. 1997 siegte er bei den Weltcup-Turnieren in Moskau und Tiflis. Bei den Weltmeisterschaften 1997 in Paris unterlag er im Achtelfinale gegen den Japaner Shinichi Shinohara, kämpfte sich dann aber zur Bronzemedaille durch. 1998 gewann Tmenow in Oviedo seinen ersten Europameistertitel durch einen Finalsieg über den Polen Rafał Kubacki. Im gleichen Jahr erkämpfte Tmenow Bronze bei den Militärweltmeisterschaften. Mit dem russischen Team belegte er bei den Mannschaftsweltmeisterschaften den dritten Platz. 1999 gewann er bei den Europameisterschaften durch einen Finalsieg über den Slowaken Semir Pepic. Bei den Weltmeisterschaften 1999 erreichte er den siebten Platz.
Im Finale der Europameisterschaften 2000 traf Tmenow auf den Niederländer Dennis van der Geest und verlor. Bei den Olympischen Spielen 2000 gewann Tmenow drei Kämpfe durch Ippon, bevor im Kampf um den Finaleinzug gegen Shinichi Shinohara unterlag. Den Kampf um Bronze gewann er gegen den Türken Selim Tataroğlu. Bei den Europameisterschaften 2001 besiegte er Tataroğlu im Halbfinale, im Finale gewann er gegen den Italiener Denis Braidotti. 2002 traf Tmenow im Europameisterschaftsfinale auf den Portugiesen Pedro Soares und gewann seinen vierten Titel. Tags darauf belegte er mit dem russischen Team den dritten Platz im Mannschaftswettbewerb. 2003 folgte der fünfte Europameistertitel durch einen Finalsieg gegen den Spanier Aythami Ruano. Bei den Weltmeisterschaften 2003 unterlag er frühzeitig gegen den späteren Weltmeister Yasuyuki Muneta aus Japan, Tmenow kämpfte sich danach mit vier Siegen in der Hoffnungsrunde zur Bronzemedaille durch.
Ebenfalls Bronze gewann Tmenow 2004 bei den Europameisterschaften nach einer frühen Niederlage gegen den Deutschen Andreas Tölzer. Bei den Olympischen Spielen 2004 siegte Tmenow in seinen ersten vier Kämpfen durch Ippon, so im Viertelfinale gegen den Esten Indrek Pertelson und im Halbfinale gegen den Iraner Seyed Mahmoudreza Miran Fashandi. Im olympischen Finale traf Tmenow auf den Japaner Keiji Suzuki, Suzuki gewann nach 1:17 min durch Ippon. 2005 gewann Tmenow die Silbermedaille bei den Militärweltmeisterschaften. Bei den Weltmeisterschaften 2005 in Kairo trat Alexander Michailin für Russland im Schwergewicht an und siegte, Tamerlan Tmenow startete in der Offenen Klasse und unterlag dort im Finale gegen Dennis van der Geest. Ende 2005 gewann Tmenow den Europameistertitel in der Offenen Klasse. 2006 trat Tmenow bei den Europameisterschaften wieder im Schwergewicht an, im Kampf um den Finaleinzug unterlag er dem Polen Janusz Wojnarowicz, im Kampf um Bronze siegte er danach gegen den Ukrainer Jewhen Sotnykow. Bei den Mannschaftsweltmeisterschaften 2006 gewann Tmenow mit dem russischen Team die Silbermedaille. 2007 erreichte er bei den Weltmeisterschaften in Rio de Janeiro das Finale, unterlag dort aber gegen den Franzosen Teddy Riner.
2008 gewann Tamerlan Tmenow im Finale der Europameisterschaften in Lissabon gegen den Italiener Paolo Bianchessi seinen sechsten Titel in der Schwergewichtsklasse. Bei den Olympischen Spielen 2008 verlor Tmenow gegen den späteren Olympiasieger Satoshi Ishii aus Japan und belegte nach einer weiteren Niederlage gegen den Iraner Mohammad Reza Roudaki den siebten Platz. 2009 trat Tmenow noch bei einigen internationalen Turnieren an, danach endete seine Karriere.

## Titel
(im Schwergewicht, wenn nicht anders angegeben)
- Europameister: 1998, 1999, 2001, 2002, 2003, 2005 (Offene Klasse), 2008
- Russischer Meister: 1996, 1997, 1998, 2001, 2003, 2005